# Diệp Vấn ngoại truyện: Trương Thiên Chí
Diệp Vấn ngoại truyện: Trương Thiên Chí (tiếng Trung: 葉問外傳：張天志, tiếng Anh: Master Z: Ip Man Legacy) là một bộ phim điện ảnh Hồng Kông – Trung Quốc thuộc thể loại hành động – võ thuật công chiếu năm 2018 do Viên Hòa Bình làm đạo diễn, Huỳnh Bách Minh và Chân Tử Đan đồng sản xuất. Đây là một phần phụ của loạt phim Diệp Vấn, và diễn ra sau bộ phim năm 2015 Diệp Vấn 3. Phim có sự tham gia của các diễn viên gồm Trương Tấn, Liễu Nham, Thích Hành Vũ, Châu Tú Na, Trịnh Gia Dĩnh, Đàm Diệu Văn, Dave Bautista, Tony Jaa và Dương Tử Quỳnh, và công chiếu chính thức vào ngày 21 tháng 12 năm 2018.
Tại Việt Nam, bộ phim cũng được công chiếu dưới dạng 3D và IMAX vào ngày 11 tháng 1 năm 2019.

## Nội dung
Sau cú sốc bị Diệp Vấn đánh bại trong phần trước, Trương Thiên Chí trở nên chán nản và không còn động lực để theo đuổi võ thuật. Nhiều ngày sau, anh từ bỏ giới võ thuật và tìm kế sinh nhai bằng cách mở một cửa hàng tạp hóa. Trên đường đi giao hàng, anh tình cờ gặp Trịnh Tiểu Na – một kỹ nữ nghiện thuốc phiện đang mắc nợ từ Tào Thế Kiệt –  một giang hồ khét tiếng của hội Tam Hoàng, đồng thời còn là bạn của Triệu Minh Thù – người có võ công cao cường đang cố gắng chạy trốn khỏi sự truy sát của Thế Kiệt. Do đàn em của Thế Kiệt gây sự nên Thiên Chí một mình ra tay hạ gục cả băng đảng của hắn. Cảnh sát đến và bắt giữ tất cả mọi người sau vụ ẩu đả kể trên, nhưng nhờ sự hậu thuẫn và hối lộ của các viên cảnh sát tham nhũng, Thế Kiệt và bọn đàn em được thả. Trong khi đó, Tiểu Na và Minh Thù được thả do Triệu Kim Hổ – anh trai của Minh Thù, hôn phu của Tiểu Na, đồng thời là chủ một quán rượu – bảo lãnh. Thiên Chí sau đó cũng được thả tự do.
Sau vụ ấy, Thế Kiệt quyết định trừng trị Thiên Chí để trả hận. Cửa hàng của Thiên Chí bị băng đảng của hắn đốt cháy, bản thân Thiên Chí cũng suýt chết. Anh dẫn con trai chạy thoát kịp thời. May mắn thay, hai cha con anh được Minh Thù giúp đỡ và anh được đưa đến quán rượu của Kim Hổ để làm việc. Nơi đây Thiên Chí đã gặp và kết thân với Kim Hổ và cả hai đều tâm sự với nhau về những chuyện đời trong quá khứ. Thiên Chí nổi giận sau khi biết tin con trai của mình bị thương nặng, anh quyết định trả đũa và đốt cháy kho chứa thuốc phiện của Thế Kiệt. Tào Nhạn Quân – chị gái của Thế Kiệt và cũng là thủ lĩnh của hội Tam Hoàng – muốn chuyển sang kinh doanh hợp pháp nên đã ngăn Thế Kiệt trả thù và đến thăm Thiên Chí và đề nghị bồi thường cho anh, nhưng anh nhẹ nhàng từ chối. Tình bạn của Thiên Chí và Kim Hổ ngày càng tốt đẹp hơn khi họ thường luyện võ cùng nhau. Bên phía Thế Kiệt, vì không muốn núp sau cái bóng của chị mình, hắn quyết định buôn ma túy với Owen Davidson – một ông chủ nhà hàng người Anh và cũng là võ sĩ hạng nặng. Biết được việc này, Thiên Chí báo cho Nhạn Quân, yêu cầu cô hãy kiểm soát Thế Kiệt.
Do hiểu nhầm rằng chính Tiểu Na là người ăn cắp ma túy, Thế Kiệt và bọn đàn em đã bắt cô và đổ ma túy vào miệng cô khiến cô chết do sốc thuốc, còn Minh Thù khóc không ra tiếng. Trước cái chết của Tiểu Na, Thiên Chí và Kim Hổ nổi điên lên, cả hai đã cùng nhau xông vào dinh thự của băng đảng của hội. Sau khi đánh gục bọn đàn em, hai người lao vào định giết Thế Kiệt. Để xoa dịu hai người, Nhạn Quân đã chém đứt cánh tay của Thế Kiệt và buộc hắn khai ra chỗ giấu ma túy.
Với sự hỗ trợ từ các sĩ quan cảnh sát tham nhũng, Davidson đã kết tội Kim Hổ tàng trữ ma túy. Sau đó, Kim Hổ bị Davidson đánh chết trong một trận giao đấu bất công. Biết được Davidson là người giết Kim Hổ, Thiên Chí đã một mình chiến đấu với Davidson, tìm lại sự tự tin thông qua võ Vịnh Xuân quyền. Ủy viên cảnh sát ra lệnh bắt Thiên Chí nhưng ông ta bị các cấp dưới bắt giữ vì tội tham nhũng. Nhân lúc hỗn loạn, Davidson bỏ chạy nhưng bị giết bởi Sadi – gã sát thủ người Thái Lan do Nhạn Quân cử đến. Hai chị em Nhạn Quân và Thế Kiệt cùng nhau ra nước ngoài sinh sống. Sau khi trải qua bao nhiêu sóng gió, hai cha con Thiên Chí cùng với Minh Thù ăn một bữa tối bình yên, đồng thời họ cùng nhau luyện võ Vịnh Xuân quyền trên mộc nhân thung.

## Diễn viên
| Diễn viên                                   | Vai                | Miêu tả |
| Trương Tấn                                  | Trương Thiên Chí   | Một võ sư Vịnh Xuân quyền sống ở Hồng Kông, có một người cha độc thân với một con trai, vốn rất hâm mộ võ thuật, sau khi để thua Diệp Vấn trong các trận đấu trước, anh đã rời bỏ giới võ thuật và lui về mở cửa hàng tạp hóa kiếm sống.                                 |
| Dave Bautista                               | Owen Davidson      | Doanh nhân giàu có người Anh điều hành một nhà hàng phương Tây, bề ngoài là một nhà từ thiện lớn trong giới thượng lưu, nhưng thực chất lại là kẻ đứng đầu tập đoàn ma túy Hồng Kông. Thao túng trắng đen bằng sức mạnh đồng tiền, cũng là một đô vật vạm vỡ.            |
| Liễu Nham（Tiếng Quảng Đông: La Mẫn Trang） | Triệu Minh Thù     | Cô cả ở phố Bar, được biết đến với cái tên "Chị Thù" hay Julia, học võ từ anh trai của mình, cô đụng độ với Tào Thế Kiệt vì bạn thân Na Na mắc nợ. Cô ấy vô tình yêu Trương Thiên Chí sau khi được giúp đỡ trên đường.                                                   |
| Trịnh Gia Dĩnh                              | Tào Thế Kiệt       | Ông chủ băng đảng Trương Lạc, được gọi là "Kiệt Thiếu," em trai của Tào Ngạn Quân. Tính tình cáu kỉnh và nổi loạn, cầm súng lục gây rối ở Hong Kong, và sẽ làm mọi cách để loại bỏ những người bất đồng chính kiến.                                                      |
| Châu Tú Na                                  | Trịnh Tiểu Na      | Cô gái quán bar, biệt danh "Na Na",, học võ từ anh trai của mình. Cô ấy đụng độ với Tào Thế Kiệt vì bạn thân Julia mắc nợ. Cô ấy vô tình yêu Trương Thiên Chí sau khi được giúp đỡ trên đường.                                                                           |
| Thích Hành Vũ                               | Triệu Kim Hổ       | Ông chủ của Bar Street, được biết đến với biệt danh "Anh hổ", cũng là một cao thủ võ nghệ. Khi còn trẻ, anh ta là người của Trường Lạc, về sau từ giang hồ về làm ông chủ của "Golden Bar", sau khi chị gái gặp được Trương Thiên Chí, anh đã gọi anh là anh trai.       |
| Dương Tử Quỳnh                              | Tào Ngạn Quân      | Chị cả của Trương Lạc, "Chị Quân", chị gái của Tào Thế Kiệt, đang cố gắng biến Trương Lạc từ một công ty kinh doanh thế giới ngầm thành một tập đoàn kinh doanh đúng ngành nghề kinh doanh. Chăm sóc cho em trai Thế Kiệt trong mọi trường hợp, sẽ không làm hại anh ta. |
| Đàm Diệu Văn                                | Mã Kình Sinh       | Một tên lưu manh địa phương và lớn lên với những người bạn thân Trương Thiên Chí và Tào Thế Kiệt, và họ vẫn đang giúp đỡ người nước ngoài. |
| Khương Hạo Văn                              | Huy Ca             | Thám tử của Cảnh sát Hoàng gia Trung Quốc hướng về dân thường, nhưng bị cấp trên của anh ta trấn áp không dám nói, ngay cả đồng bào bị thương cũng không dám trái lệnh.                                                                                                  |
| Bách Thiên Nam                              | Vương Dũng         | Cảnh sát mặc thường phục, một trong những cấp dưới của Huy Ca. |
| Tony Jaa                                    | Sadi               | Sát thủ có thể đấu Muay Thái |
| Nguyên Hoa                                  | Lão gia            | Khách hàng cũ của Trương Thiên Chí, một nhân vật giấu mặt, có nhiều kẻ giết người dưới tay hắn. |
| Hà Viễn Đông                                | Phì Long           | Thành viên của Trượn Lạc, thuộc hạ của Tào Thế Kiệt, rất béo và luôn bị Thế Kiệt đánh khi mọi việc không được như ý. |
| Huỳnh Tường Hưng                            | A Minh             | Nhân viên pha chế tại Golden Bar. |
| Brian Burrell                               | J.C. Wright        | Cảnh sát trưởngHoàng gia Anh, một cảnh sát da đen lạm dụng quyền lực và nhận hối lộ, có thể bảo lãnh hoặc che chở cho bất kỳ ai vì tiền. |
| Trương Hải Duyệt                            | Trương Phong       | Con trai của Trương Thiên Chí, học võ thuật từ cha mình và hiểu ý tốt của cha mình. |
| Hoàng Văn Tiêu                              | Chú của Hùng       | Một trong những người chú của Trường Lạc. |
| Lâu Nam Quang                               | Bác của Trường Lạc | Một trong những người chú của Trường Lạc phản đối sự chuẩn bị của Nhạn Quân Chuẩn. |

## Giải thưởng
| Năm  | Lễ trao giải                                           | Đề cử                                              | Người đề cử    | Kết quả   |
| ---- | ------------------------------------------------------ | -------------------------------------------------- | -------------- | --------- |
| 2018 | Giải Kim Mã lần thứ 55                                 | Giải Kim Mã cho Chỉ đạo hành động xuất sắc nhất    | Viên Tín Nghĩa | Đề cử     |
| 2019 | Tối Cảng điện ảnh đại thưởng                           | Phim Hồng Kông yêu thích của tôi                   |                | Đề cử     |
| 2019 | Giải thưởng Điện ảnh Hồng Kông lần thứ 38              | Giải Kim Tượng cho Chỉ đạo hành động xuất sắc nhất | Viên Tín Nghĩa | Đề cử     |
| 2019 | Tuần phim Kung Fu Vùng Vịnh Trung Quốc (Phật Sơn) 2019 | Diễn viên xuất sắc                                 | Trương Tấn     | Đoạt giải |